# 间甲酚紫
间甲酚紫（英語：Metacresol purple）是一种三芳基甲烷染料，也可作为酸碱指示剂。在急救中，它可以用来检测呼气末二氧化碳，以确保成功进行气管插管。它还可以在零下温度条件下测定盐水或高盐度介质的pH值。
间甲酚紫有两个变色范围：
- pH 1.2–2.8：红色 ⇌ 黄色
- pH 7.4–9.0：黄色 ⇌ 紫色